# تپه ماسه
تپه ماسه مربوط به دوران‌های تاریخی پس از اسلام است و در شهرستان بروجرد، بخش مرکزی، روستای دهگاه واقع شده و این اثر در تاریخ ۲۳ شهریور ۱۳۸۲ با شمارهٔ ثبت ۹۹۸۵ به‌عنوان یکی از آثار ملی ایران به ثبت رسیده است.